# Beslutande församling
En beslutande församling är en grupp personer med rätt att fatta vissa beslut.
En lagstiftande församling är en beslutande församling med befogenhet att stifta lagar. De utgör oftast ett parlament.
Begreppet används främst för kommunfullmäktige och regionfullmäktige, men kan även användas för andra organ som är högst beslutande för sin organisation (till exempel kyrkofullmäktige, stiftsfullmäktige och Kyrkomötet inom Svenska kyrkan).
Sveriges riksdag  är Sveriges lagstiftande församling.